# Viherlaakso Gorillas 1982
Questa voce raccoglie le informazioni riguardanti i Viherlaakso Gorillas nelle competizioni ufficiali della stagione 1982.
Non sono noti tutti i risultati.

## Vaahteraliiga 1982

### Stagione regolare

#### Prima fase
| 1982 | Viherlaakso Gorillas | 0 – 41 | Espoo Poli |  |

| 1982 | Tampere Rocks | 0 – 26 | Viherlaakso Gorillas |  |

| 1982 | Jyväskylä Rangers | 6 – 26 | Viherlaakso Gorillas |  |

#### Seconda fase
| 1982 Turno 1 | Viherlaakso Gorillas | 14 – 0 | Hyvinkää Falcons |  |

| 1982 Turno 2 | Viherlaakso Gorillas | 0 – 78 | East City Giants |  |

| 1982 Turno 3 | MAJS | 46 – 0 | Viherlaakso Gorillas |  |

| 1982 Turno 4 | Helsinki Roosters | 64 – 0 | Viherlaakso Gorillas |  |

## Statistiche di squadra
| Competizione      | %Vittorie | In casa | In casa | In casa | In casa | In casa | In casa | In trasferta | In trasferta | In trasferta | In trasferta | In trasferta | In trasferta | Totale | Totale | Totale | Totale | Totale | Totale |
| Competizione      | %Vittorie | G       | V       | N       | P       | Pf      | Ps      | G            | V            | N            | P            | Pf           | Ps           | G      | V      | N      | P      | Pf     | Ps     |
| ----------------- | --------- | ------- | ------- | ------- | ------- | ------- | ------- | ------------ | ------------ | ------------ | ------------ | ------------ | ------------ | ------ | ------ | ------ | ------ | ------ | ------ |
| Stagione regolare | .375      | 4       | 1       | 0       | 3       | 72      | 128     | 3            | 2            | 0            | 1            | 57           | 58           | 8      | 3      | 0      | 5      | 66     | 276    |
| Totale            | .375      | 4       | 1       | 0       | 3       | 72      | 128     | 3            | 2            | 0            | 1            | 57           | 58           | 8      | 3      | 0      | 5      | 66     | 276    |